# Spidey Super Stories
Spidey Super Stories est une émission de télévision américaine qui dure de 1974 à 1977 et dont le personnage principal est Spider-Man.

## Diffusion
Spidey Super Stories est la première émission de télévision dans laquelle le super-héros Spider-Man apparaît. Cette série fait partie du programme The Electric Company (en) destiné aux enfants. Ce segment y est intégré en 1974 et dure jusqu'à la fin de The Electric Company en 1977. Ces courts sketches durent quelques minutes et, parce qu'ils sont destinés aux enfants, ont des contraintes originales. Ainsi, Spider-Man ne parle pas mais des bulles avec le texte sont insérées dans l'image afin de développer les capacités de lecture des jeunes spectateurs. De plus, la violence est absente, les combats sont limités et aucun super-vilain n'est présent. Spider-Man est amené à se battre contre de simples malfaiteurs et les luttes sont présentées grâce à l'insertion de cases de bandes dessinées à l'écran. Enfin, Spider-Man n'a pas d'autres pouvoirs que de lancer sa toile.

## Adaptation
La série est adaptée en série de comic books, qui paraît jusqu'en 1982, et qui vise toujours le plus jeune public.
Les éditions Lug publient partiellement de 1979 à 1982 la version française de cette série de comics. La revue lancée par Lug en 1979 reproduit le titre Spidey, les couvertures, et le choix de s'adresser aux jeunes enfants. Au bout de 32 numéros toutefois, la revue Spidey renonce à l'orientation jeune public, interrompt la diffusion des Spidey Super Stories et devient une revue semblable aux autres titres Marvel du catalogue Lug.